# Saurer 6DM
Le Saurer 6DM est un camion à deux essieux quatre roues motrices tout-terrain  d'une charge utile de 6 tonnes conçu par l'entreprise Adolph Saurer AG de Suisse, qui a été construit à partir de 1983 au moins à 800 unités. Un modèle similaire avec trois essieux et une charge utile plus importante est le Saurer 10DM.

## Technologie
Le 6DM est un camion à châssis en échelle avec deux essieux pleins alimentés. 
Certains véhicules sont équipés d'un treuil Rotzler.

## Utilisateurs

### Militaires
Suisse800

### Véhicules équivalents
- URO MAT-18.16